# Ordeno y mando
Le Fait du prince (Ordeno y mando) es la decimoséptima novela de la escritora belga Amélie Nothomb, publicada el 20 de agosto de 2008 por la Editorial Albin Michel.

## Sinopsis
Un hombre roba la identidad de un desconocido «Hay un instante, entre el trago decimoquinto y decimosexto, en el que todo hombre es un aristócrata».
- Datos: Q3019316